# Pszczew
Pszczew è un comune rurale polacco del distretto di Międzyrzecz, nel voivodato di Lubusz.
Ricopre una superficie di 177,64 km² e nel 2004 contava 4 173 abitanti.

## Amministrazione

### Gemellaggi
- Canaro